# Longma
Longma (kinesiska: 龙马镇, 龙马) är en köping i Kina. Den ligger i provinsen Sichuan, i den sydvästra delen av landet, omkring 66 kilometer söder om provinshuvudstaden Chengdu. Antalet invånare är 20 027. Befolkningen består av 9 817 kvinnor och 10 210 män. Barn under 15 år utgör 16,0 %, vuxna 15-64 år 68 %, och äldre över 65 år 14,0 %.
Genomsnittlig årsnederbörd är 1 222 millimeter. Den regnigaste månaden är juli, med i genomsnitt 338 mm nederbörd, och den torraste är december, med 9 mm nederbörd.